# 保利娜·齊澤安
保利娜·齊澤安（1955年6月4日—），莫桑比克葡萄牙語作家，出生於加扎省曼雅卡澤。

## 生平
保利娜·齊澤安在马普托（原名洛伦索马克斯）郊區長大。她出生在一個講丘皮語和龍加語的新教家庭，後來在天主教傳教團的學校中學習了葡萄牙語。她進入愛德華多·蒙德拉納大學學習語言學，但是沒有完成課程。

### 寫作
作爲莫桑比克解放陣線的成員，齊澤安積极參與了莫桑比克的政治活動。她在一次採訪中稱，他在莫桑比克解放陣線學會了戰鬥的藝術。 然而，後來她不再參與政治活動，而是致力於寫作和出版她的作品。原因之一是她對獨立后的莫桑比克解放陣線黨的政策感到了失望。
齊澤安是莫桑比克第一位出版小說的女性。她的作品引起了一些關於社會問題的爭論，如該國的一夫多妻制。例如，她出版於1990年的第一部小說《風中愛曲》（Balada de Amor ao Vento）討論了殖民時期莫桑比克南部的一夫多妻制。與她曾積極參與莫桑比克解放陣線的政治有關，她的敘事經常反映了一個被解放戰爭和獨立後的國內衝突蹂躪和分裂的國家的社會不安。她的小說《第一夫人：關於一夫多妻》（Niketche: Uma História de Poligamia）贏得了2003年何塞·克拉韋里尼亞獎。
2016年，齊澤安宣佈停止寫作。她的最後一部小說《奴隸之歌》（O Canto dos Escravos）在2017年出版。
2021年，齊澤安獲得卡蒙斯文學獎，是第八位該獎的女性得主，也是非洲第一位女性得主。

## 小說
- [風中愛曲]. 1990. ISBN 978-972-21-1557-5.
- . 1996. ISBN 972-21-1262-7.
- . 2000. ISBN 972-21-1329-1.
- [第一夫人：關於一夫多妻]. 2002. ISBN 85-359-0471-9.
- . 2008. ISBN 978-972-21-1976-4.